# アップダウン
アップダウン（英語: up down）は、フリーで活動するお笑いコンビ。1996年4月結成。2022年8月まで吉本興業に所属していた。

## メンバー
阿部 浩貴（あべ ひろき、1977年4月20日（48歳） - ）
- 立ち位置は右でツッコミ担当。北海道札幌市出身。A型。
- 小・中・高校時代は野球に励み、4番でキャプテンも務めていた。
- 学生時代はヤンチャだった。そのことが漫才のネタにもなっている。
- 高校生の頃から椎間板ヘルニア持ち。
- 2003年に、自身のキャラクターに迷ったからという理由で髪型をパンチパーマにしていた時期がある。他にも、髪色を真っ赤やシルバーに染めたこともある。本人いわく、イジられたかったからとのこと。そういったことを繰り返した結果、10円ハゲができていた。
- 2007年10月4日放送、『とんねるずのみなさんのおかげでした』第11回博士と助手〜細かすぎて伝わらないモノマネ選手権〜に初登場した。「『いらっしゃいませ』が『エアロスミス』に聞こえる経堂駅前のコンビニの店員」というネタを披露し、とんねるず、関根勤、有田哲平（くりぃむしちゅー）から絶賛を受けて優勝した。同じコーナーで優勝経験を持つ博多華丸からも絶賛を受けた。なお、オンエア終了後には、当該コンビニにその店員を一目見ようと一時期客が殺到し、経営に支障を来すほどパニックになった。[要出典]
- X JAPANの大ファンであり、TOSHIのモノマネを得意とする。
- 『機動戦士ガンダム』のシャア・アズナブルが大好き。
- モンゴリアン・コントが持ちネタである『アベギス・ハーン』のキャラを持つ。ブリッジは、「ウランバ〜トォォォォォル!」。ジンギスカンの曲に乗せて「昼は馬に乗り、夜は女に乗る」などの「モンゴルあるある」を歌う。プロデュースはケンドーコバヤシ。
- 「アップダウンのトークイリュージョン」で、2009年9月12日に入籍したことを発表した。
- 2010年に長男、2013年8月に次男、2016年7月5日に長女が誕生[1]。

竹森 巧（たけもり たくみ、1978年3月21日（47歳） - ）
- 立ち位置は左でボケ担当。北海道茅部郡森町出身。A型。
- 2007年2月17日に入籍。同年3月21日に行われた単独ライブで公表した。
- 音楽活動もしている。その際は指輪と眼鏡を身につけており、『あらびき団』出演時にその指輪を東野幸治と藤井隆に「気持ち悪ぅ」とバカにされた。
- 自主制作したミニ・アルバム『愛のセレナーデ2』の収録曲「ぬか漬けのうた」が、2005年4月のNHK『みんなのうた』に抜擢された。それを機に一般社団法人「ぬかづけマン教育委員会」を設立して代表理事となり、「野菜戦士ぬかづけマン」を演じて食育活動を行っている。
- 実話を基にした、若くして亡くなった母の愛情を歌う楽曲「絆」を作詞（土屋誠真と共作）・作曲し、岩崎宏美に提供。岩崎のシングルとして2017年5月にリリースされた。竹森自身もライブで披露している。
- 竹森が不在の場で、ハリガネロックに「ちょっと難しそうな子」と冗談まじりに評されたが、阿部曰く「慣れればそうでもない」とのこと（ヨシモト∞より）。
- ニブンノゴ!・森本英樹、大川知英、ギンナナ・金成公信に、普段からよくイジられている。
- 阿部を含めた数人と歌舞伎町を歩いているところ、酔っ払ったホストに絡まれ、竹森は「来いっ！」とホストの襟をつかみ引きずっていった。見たことも無い竹森の姿に阿部は驚いたが、その後「来いっ! 来いっ!」と言って、ホストを駅まで連れて行くと、駅長室の駅員に「この人、絡んでくるんですけど!!」と、単なる告げ口のようになってしまったことがある。
- デビューしてすぐに、先輩のゴリ（ガレッジセール）にはるな愛を使ったドッキリ[2]を仕掛けられ、号泣したことがある（『人志松本のすべらない話』ザ・ゴールデンSP3より）。

## 来歴・概要
- 1996年4月結成。吉本興業札幌事務所（札幌吉本）に所属していたが、東京へ進出し、ルミネtheよしもと等劇場に出演。劇場ではコントを披露することが多かったが、漫才を披露する機会もあった。
- コンビ名の由来は「人生山あり（アップ）谷あり（ダウン）」。また、学生時代に教室に貼り出されていた成績表の中に書かれていた言葉だという説もある。
- 北海道札幌月寒高等学校の同級生で、初めはお互いにあまり好印象ではなかった。あるとき遠足でおたる水族館に行き、2人が他の同級生とはぐれた際、客がいないため動いていなかった館外のアトラクションに、従業員に頼んで2人で乗っていた。それを見た同級生に「おまえら2人すごい」と行動力に感心され、この時から友人関係になった。これがコンビ結成の基となり[3]、阿部から誘ってコンビを結成した。竹森は当時ザ・ドリフターズのコント番組は観ていたが、漫才を観たことはなかった。
- 1994年12月、高校2年生のときに札幌吉本のオーディション番組『トミーズのよしもとのもと』に合格して所属となる。同じ放送回でタカアンドトシも合格した。高校卒業を待って正式所属となったため、オーディション同期だがタカアンドトシの1年後輩として扱われている。札幌吉本の同期にBコースがいる。NSCでいえば大阪15期、東京1期とほぼ同期。
- 1998年に、ガレッジセール、シャンプーハット、なかよしとの4組によるお笑いユニット「news」を結成した（1999年（平成11年）4月になかよしが抜け、ライセンスが加入）。
- 2005年より、お笑い食育ヒーローショー『野菜戦士ぬかづけマン』を全国の幼稚園、保育園イベント施設などで公演し、子どもたちの感受性を育てる活動を展開している[4]。
- 小笠原まさやの占いによると、コンビとしての相性は“ふつう”であるという。
- 2018年にアイヌ民族を取り上げた音楽劇、2019年に知覧の特攻隊を題材とした2人芝居を上演したことをきっかけに社会派志向を強め、2021年には長崎原爆を題材とした漫才に取り組んだ[5]。
- 2022年8月31日で吉本興業を退社。フリーとして、お笑いにとどまらず幅広いエンターテインメント活動に携わってゆくと発表した[6]。
- 2023年8月4日、北海道北広島市に株式会社彌榮を設立。アップダウン二人芝居実行委員会委員長の宇野木洋人が代表取締役社長に就任。

## 賞レースでの戦績
- 2001年 M-1グランプリ 準決勝進出
- 2002年 M-1グランプリ 準決勝進出
- 2003年 M-1グランプリ 準決勝進出
- 2005年 M-1グランプリ 準決勝進出
- 2007年 『とんねるずのみなさんのおかげでした』第11回 博士と助手～細かすぎて伝わらないモノマネ選手権～ 優勝（阿部）
- 2008年 キングオブコント 準決勝進出
- 2009年 キングオブコント 準決勝進出
- 2010年 キングオブコント 準決勝進出
- 2013年 キングオブコント 準決勝進出

## 出囃子
- Billy Joel「uptown girl」

## 現在の出演番組

### ラジオ
- アップダウンのトークイリュージョン（AIR-G'）
- アップダウンのお笑い下克上宣言（HBC北海道放送）

CM
- ヒバリヤ（静岡ローカル、2018年） - 竹森がCMソングを歌唱、阿部が店員役で出演[7]

### コンビ過去

#### 過去の出演番組
- どさんこワイド（札幌テレビ）
- 吉本ばかな（日本テレビ系、1998年10月7日 - 2001年3月28日）
- 爆笑オンエアバトル（NHK総合、2000年 - 2002年）戦績2勝1敗 最高473KB
- 激突!ニシン商店街（北海道文化放送、2001年4月 - 9月）
- エンタの神様（日本テレビ系）キャッチコピーは「痛快!ツッコミ刑事」→「痛快!ツッコミ実況」→「浮き沈みのワード変換」→「浮き沈みのナルシスト」
- クリック!（日本テレビ系、2005年4月 - 9月）
- U・LA・LA@7（TOKYO MX） - 『よしもとうららちゃん』コーナー
- 考えるヒト〜公募の錬金術〜（フジテレビ系、2004年11月9日　- 2005年4月19日 竹森のみ準レギュラー）
- ヨシモト∞（ヨシモトファンダンゴTV、2005年11月28日 - 2008年12月31日、不定期出演）
- バカソウル（テレビ東京、2011年10月1日 - 2013年9月28日 阿部のみ出演者兼ナレーター）
- おはスタ（テレビ東京、2012年4月 - 2013年3月）-「おはスタ645」のコーナーに出演
- アップダウン教育委員会（ソラトニワ銀座）
- ガッチャンコバラエティ アップダウンと申します（北海道放送、2017年6月5日 - 6月26日）北海道ローカルの一ヶ月限定冠番組

舞台
- ルミネtheよしもと新喜劇
- 湘南すずらん大学物語＃2 本当にあった怖い部室（神保町花月、2007年10月8日のみ）
- タイムリミット（神保町花月、2007年10月16日 - 10月21日）
- OFF（神保町花月、2008年10月23日 - 10月27日）
- ロック54'S（神保町花月、2009年2月4日 - 2月8日）
- 限りなく灰色に近い光（神保町花月、2009年8月11日 - 16日）

## 音楽
- CDアルバム 「トモダチ」（2006年6月28日発売）

収録曲「トモダチ」 日本テレビ系『スッキリ!!』7月度エンディングテーマ
竹森ソロ
- シングル「あなたの故郷」（2016年6月15日/YOSHIMOTO R and C）
- アルバム「あの空よりも、高く。」（2017年5月31日/YOSHIMOTO R and C）
- アルバム「本当の幸せってなんですか?」（2023年12月27日/2024年1月14日/IYASAKA）

## DVD
- 「ぬか漬けのうた」（2005年5月25日発売）